# بيتر ماكدونالد (سياسي بريطاني، مواليد 1963)
بيتر ماكدونالد (بالإنجليزية: Angus MacDonald)‏ هو سياسي بريطاني، ولد في 11 أكتوبر 1963 في Stornoway ‏ في المملكة المتحدة. نشط حزبياً في الحزب القومي الاسكتلندي. في 2016 Scottish Parliament election ‏، انتخب Member of the 5th Scottish Parliament ‏ عن دائرة Falkirk East (Scottish Parliament constituency) ‏ وقد انضم خلال فترته النيابية ‏ (5 مايو 2016 – )  للكتلة البرلمانية الحزب القومي الاسكتلندي وفي الانتخابات النيابية العمومية الاسكتلندية 2011 ‏، انتخب عضو البرلمان الاسكتلندي الرابع ‏ عن دائرة Falkirk East (Scottish Parliament constituency) ‏ وقد انضم خلال فترته النيابية ‏ (5 مايو 2011 – 24 مارس 2016)  للكتلة البرلمانية الحزب القومي الاسكتلندي.